# Брати Манетті
Ма́рко Мане́тті (італ. Marco Manetti; нар. 15 січня 1968, Рим, Італія) та Анто́ніо Мане́тті (італ. Antonio Manetti; нар. 16 вересня 1970, там же) — італійські кінорежисер, сценаристи продюсери та актори.

## Життєпис
Марко та Антоніо Манетті народилися в Римі. Після навчання сценарній майстерності Атоніо дебютував у 1994 році короткометражним відеофільмом. Марко працював з Вітторіо Сіндоні та зняв короткометражну стрічку «З вуст в уста» перед тим, як приєднатися до брата.
У 1995 році брати Манетті спільно зняли короткометражку «Доставка додому» для кіноальманаху «ДеГрадація», а в 1997 році — телефільм «Туринські хлопці», після чого продовжили працювати дуетом.
У 2005 році Манетті поставили трилер «17 поверх», після чого зняли як режисери низку епізодів телесеріалів «Злочини» та «Інспектор Коліандро». У 2014-15 роках вони виступили режисерами 7-го та 8-го сезонів популярного серіалу «Комісар Рекс».
У 2017 році Марко та Антоніо Манетті поставили музичну кінокомедію «Кохання і злочинний світ», прем'єра якого відбулася на 74-му Венеційському міжнародному кінофестивалі, де фільм брав участь в основній конкурсній програмі. У 2018 році стрічка була номінована у найбільшій кількості категорій — 15-ти — на здобуття нагород італійської національної кінопремії «Давид ді Донателло», отримавши п'ять нагород, у томі числі за найкращий фільм.

## Фільмографія
Режисери
- 1994 : ДеГрадація (епізод «Доставка додому») / DeGenerazione
- 1997 : Туринські хлопці / Torino Boys (т/ф)
- 2000 : Зора-вампирка / Zora la vampira
- 2005 : 17 поверх / Piano 17
- 2006—2007 : Злочини / Crimini (т/с)
- 2006—2017 : Інспектор Коліандро / L'ispettore Coliandro (т/с)
- 2011 : Прибуття Ванга / L'arrivo di Wang
- 2012 : Страх / Paura 3D
- 2013 : Неаполітанські пісні / Song 'e Napule
- 2014—2015 : Комісар Рекс / Il commissario Rex (т/с)
- 2017 : Кохання і злочинний світ / Ammore e malavita
- 2021 : Діаболік / Diabolik

Сценаристи
- 1994 : ДеГрадація / DeGenerazione
- 1997 : Туринські хлопці / Torino Boys (т/ф)
- 2000 : Секрет ягуара / Il segreto del giaguaro
- 2000 : Зора-вампирка / Zora la vampira
- 2005 : 17 поверх / Piano 17
- 2006—2017 : Інспектор Коліандро / L'ispettore Coliandro (т/с)
- 2011 : Прибуття Ванга / L'arrivo di Wang
- 2012 : Страх / Paura 3D
- 2013 : Неаполітанські пісні / Song 'e Napule
- 2017 : Кохання і злочинний світ / Ammore e malavita
- 2021 : Діаболік / Diabolik

## Визнання
| Рік                                                  | Категорія                                                        | Фільм                                            | Результат |
| ---------------------------------------------------- | ---------------------------------------------------------------- | ------------------------------------------------ | --------- |
| Кінофестиваль Mystfest                               |                                                                  |                                                  |           |
| 1994                                                 | Найкращий фільм                                                  | ДеГрадація (у співавтовстві з іншими режисерами) | Номінація |
| 1994                                                 | Приз глядачів                                                    | ДеГрадація (у співавтовстві з іншими режисерами) | Перемога  |
| Кінофестиваль Fantasporto                            |                                                                  |                                                  |           |
| 1995                                                 | Найкращий фільм                                                  | ДеГрадація (у співавтовстві з іншими режисерами) | Номінація |
| Туринський фестиваль молодого кіно                   |                                                                  |                                                  |           |
| 1997                                                 | Приз журі міста Турина за найкращий художній фільм               | Туринські хлопці                                 | Номінація |
| 1997                                                 | Спеціальна згадка — Художній фільм                               | Туринські хлопці                                 | Перемога  |
| Премія «Золота хлопавка»                             |                                                                  |                                                  |           |
| 2006                                                 | Найкращий продюсер                                               | 17 поверх                                        | Номінація |
| 2014                                                 | Премія Bello & Invisibile                                        | Неаполітанські пісні                             | Номінація |
| Венеційський міжнародний кінофестиваль               |                                                                  |                                                  |           |
| 2011                                                 | Премія Controcampo Italiano                                      | Прибуття Ванга                                   | Номінація |
| 2017                                                 | Золотий лев за найкращий фільм                                   | Кохання і злочинний світ                         | Номінація |
| Премія «Золотий глобус»                              |                                                                  |                                                  |           |
| 2014                                                 | Найкраща кінокомедія                                             | Неаполітанські пісні                             | Номінація |
| Італійський національний синдикат кіножурналістів    |                                                                  |                                                  |           |
| 2014                                                 | Срібна стрічка за найкращу кінокомедію                           | Неаполітанські пісні                             | Перемога  |
| Премія Італійської федерації артхаусного кіно (FICE) |                                                                  |                                                  |           |
| 2014                                                 | Найкращий режисер                                                | Неаполітанські пісні                             | Перемога  |
| Премія «Давид ді Донателло»                          |                                                                  |                                                  |           |
| 2018                                                 | Найкращий фільм                                                  | Кохання і злочинний світ                         | Перемога  |
| 2018                                                 | Найкраща режисерська робота                                      | Кохання і злочинний світ                         | Номінація |
| 2018                                                 | Найкращий оригінальний сценарій (спільно з Мікеланджело Ла Неве) | Кохання і злочинний світ                         | Номінація |
| 2018                                                 | Найкращий продюсер (спільно з Карло Маккітеллою)                 | Кохання і злочинний світ                         | Номінація |